# Dávid Bartimej Tencer
Dávid Bartimej Tencer O.F.M.Cap. (sinh ngày 18 tháng 5 năm 1963) là một giám chức người Slovak của Giáo hội Công giáo. Ông là Giám mục Chính tòa Giáo phận Reykjavík kể từ năm 2015.

## Tông truyền
Giám mục Dávid Bartimej Tencer được tấn phong giám mục vào năm 2015, dưới triều Giáo tông Franciscus, bởi:
- Giám mục chủ phong: Giám mục Pierre Bürcher, nguyên Giám mục Giáo phận Reykjavík
- Hai giám mục phụ phong: Tổng giám mục Henryk Józef Nowacki, Tổng giám mục Hiệu tòa Blera, Sứ thần Tòa Thánh tại Iceland và Giám mục Tomáš Galis, Giám mục Chính tòa Giáo phận Žilina.